# Hemiphileurus variolosus
Hemiphileurus variolosus är en skalbaggsart som beskrevs av Hermann Burmeister 1847. Hemiphileurus variolosus ingår i släktet Hemiphileurus och familjen Dynastidae. Inga underarter finns listade i Catalogue of Life.